# Megalodon abbreviatus
 Megalodon abbreviatus  ist eine ausgestorbene Muschelart aus der Zeit des Mitteldevon (Givetium bis Frasnium – 391,8 bis 374,5 mya) des Rheinischen Schiefergebirges. M. abbreviatus lebte in Riffen und findet sich daher heute im Massenkalk.
Die relativ große, gleichklappige Muschel hat eine dicke, oft glatte oder auch konzentrisch gestreifte, gewölbte Schale mit ovaler Form. Die kräftigen Wirbel der beiden Klappen sind gebläht und nach vorne eingekrümmt. Bei ausgewachsenen Exemplaren ist die Länge größer als die Breite.